# نگاشت شمول

A زیرمجموعه‌ای از B و B زبرمجموعه‌ای از A است.

در ریاضیات، زمانی که {\displaystyle A} زیرمجموعه‌ای از {\displaystyle B}باشد نگاشت شمول (انگلیسی: Inclusion map) تابع {\displaystyle \iota } است که هر عنصر {\displaystyle x} در مجموعهٔ  {\displaystyle A} را به {\displaystyle x} به عنوان عنصری در مجموعهٔ {\displaystyle B} متصل می‌کند:
گاه برای نشان دادن نگاشت شمول از یک «فلش قلاب‌شکل» (U+21AA ↪ rightwards arrow with hook) استفاده می‌شود؛ یعنی: {\displaystyle \iota :A\hookrightarrow B.}
نگاشت شمول و دیگر توابع یک به‌یک در زبرساختارها معمولاً با عنوان تزریق طبیعی (به انگلیسی: natural injections) شناخته می‌شوند.
برای هر ریخت f بین رسته‌های X و Y, اگر نگاشت شمولی در دامنهٔ {\displaystyle \iota :A\rightarrow X}وجود داشته باشد، آنگاه می‌توان تابع fi ازf را ساخت. در بسیاری موارد، می‌توان نگاشتی متعارف در دامنه مشترک R→Y ساخت که با عنوان برد f شناخته می‌شود.